# 걸스 인 더 케이지
걸스 인 더 케이지(Girls in the Cage)는 대한민국에서 제작된 김선웅 감독의 2022년 코미디, 드라마, 액션 영화이다. 연제욱 등이 주연으로 출연하였다.

## 출연

### 주연
- 연제욱
- 한선화
- 박수민
- 강설
- 서주희

### 조연
- 강신철
- 김기범
- 설유빈
- 유청언
- 도하이
- 이소영
- 이푸름
- 최소윤